# Calycorectes paranaensis
Calycorectes paranaensis är en myrtenväxtart som beskrevs av Joáo Rodrigues de Mattos. Calycorectes paranaensis ingår i släktet Calycorectes och familjen myrtenväxter. Inga underarter finns listade i Catalogue of Life.